# Erebia manto
La montañesa uniforme (Erebia manto) es un lepidóptero ropalócero de la familia Nymphalidae. (Denis & Schiffermüller, 1775).
Los adultos, de tamaño mediano, se caracterizan por la ausencia o casi desaparición de los ocelos, aunque presenta mucho polimorfismo.

## Distribución
Solo se encuentra en Europa: Alpes Marítimos, nordeste de Isère hasta la alta Saboya, Vosgos, centro de los Alpes hasta los Alpes julianos, los Tatra y Montes Cárpatos, Bosnia y Herzegovina, Picos de Europa, Pirineos y Macizo Central. En España vive la subespecie Erebia manto constans (Eiffinger, 1907).

## Hábitat
Prados húmedos con flores, claros de bosque; a gran altitud habita en pendientes y prados con hierba de altura moderada. La oruga, de hábitos nocturnos, se alimenta de Festuca rubra y posiblemente otras especies del género.

## Período de vuelo e hibernación
Univoltina, una generación al año, entre principios de julio y principios de septiembre. Cada ejemplar hiberna en los primeros estadios de su desarrollo, como oruga, durante dos temporadas.
En picos de Europa vuela por encima de 1500 metros.